# Saint-Just-et-le-Bézu
Saint-Just-et-le-Bézu település Franciaországban, Aude megyében. Lakosainak száma 50 fő (2022. január 1.). Saint-Just-et-le-Bézu Bugarach, Granès, Rennes-le-Château, Saint-Julia-de-Bec és Saint-Louis-et-Parahou községekkel határos.

## Népesség
A település népessége az elmúlt években az alábbi módon változott:
| Lakosok száma | 53   | 55   | 54   | 66   | 51   | 43   | 44   | 51   | 51   | 50   |
|               | 1968 | 1982 | 1990 | 2006 | 2013 | 2015 | 2017 | 2019 | 2020 | 2022 |